# Schwerstedt, Sömmerda
Schwerstedt là một đô thị thuộc huyện Sömmerda trong bang Thüringen, nước Đức. Đô thị này có diện tích 12,62 km², dân số thời điểm 31 tháng 12 năm 2006 là 662 người.